# Charing Cross Bridge
Charing Cross Bridge est une série de tableaux impressionnistes peints par Claude Monet entre 1899 et 1904.

## Description
La série représente le Hungerford Bridge, ainsi qu'en arrière plan, souvent, le palais de Westminster, à Londres.
Cette série fait partie d'un ensemble de tableaux sur le thème du brouillard typique de l'importante pollution de l'air ("smog" en anglais) à cette époque, qui se manifestait à Londres sur la Tamise, dont fait également partie la série des Parlements de Londres et celle du pont de Waterloo.
Parmi cet ensemble 37 tableaux représentent le Hungerford Bridge.

## Liste de peintures
| Tableau | Titre                                                                                                   | Date      | Dimensions            | Lieu d’exposition                                                                       | Pays           | Catalogue raisonné |
| --- | --- | --------- | --------------------- | --------------------------------------------------------------------------------------- | -------------- | ------------------ |
| Peinture à l'huile sur toile :                                                                                              | |           |                       |                                                                                         |                |                    |
| | (La Tamise à) Charing Cross Bridge, Londres                                                             | 1899      | 65 × 92 cm            | Shelburne Museum, anc. Coll. Electra Havemeyer Webb (Vermont)                           | États-Unis     | W 1521             |
| | Charing Cross Bridge                                                                                    | 1899      | 66 × 82 cm            | Santa Barbara Museum of Art                                                             | États-Unis     | W 1522             |
| | Charing Cross Bridge                                                                                    | 1899      | 65 × 92 cm            | Murauchi Art Museum (Hachiōji)                                                          | Japon          | W 1523             |
| | Charing Cross Bridge                                                                                    | 1899      | 65 × 81 cm            | Collection privée                                                                       |                | W 1524             |
| | Charing Cross Bridge                                                                                    | 1902      | 65 × 100 cm           | Musée national de l'Art occidental (Tokyo)                                              | Japon          | W 1525             |
| | Charing Cross Bridge, temps couvert                                                                     | 1900      | 60,5 × 91,5 cm        | Musée des Beaux-Arts de Boston                                                          | États-Unis     | W 1526             |
| | Charing Cross Bridge                                                                                    | 1901      | 65 × 92 cm            | Institut d'Art de Chicago                                                               | États-Unis     | W 1527             |
| | Charing Cross Bridge                                                                                    | 1903      | 65 × 81 cm            | Collection privée, vente Christie's 1995                                                |                | W 1528             |
| | Charing Cross Bridge                                                                                    | 1902      | 65 × 81 cm            | Musée national du pays de Galles, Margaret Davies collection (Cardiff)                  | Pays de Galles | W 1529             |
| | Le Pont de Charing Cross                                                                                | 1900      | 66 × 73 cm            | Musée d'Art d'Indianapolis                                                              | États-Unis     | W 1530             |
| | Charing Cross Bridge                                                                                    | 1899      | 65 × 81 cm            | Musée Thyssen-Bornemisza (Madrid)                                                       | Espagne        | W 1531             |
| "Charing Cross Bridge, reflets sur la Tamise" (1899-1901) de Claude Monet - Baltimore Museum of Art - Inv. 1945.94 (W 1532) | Charing Cross Bridge, reflets sur la Tamise                                                             | 1899-1901 | 65 × 100 cm           | Musée d'Art de Baltimore (Baltimore, Maryland)                                          | États-Unis     | W 1532             |
| | Charing Cross Bridge, trains se croisant                                                                | 1902      | 65 × 92 cm            | Collection privée                                                                       |                | W 1533             |
| | Charing Cross Bridge, trains se croisant                                                                | 1902      | 73 × 92 cm            | Collection privée                                                                       |                | W 1534             |
| Charing Cross Bridge, fumée dans le brouillard, impression (1902) Claude Monet - Musée Marmottan Monet (W 1535)             | Charing Cross Bridge, fumée dans le brouillard, impression                                              | 1902      | 73 × 92 cm            | Musée Marmottan Monet (Paris)                                                           | France         | W 1535             |
| | Charing-Cross Bridge, la Tamise                                                                         | 1903      | 73 × 100 cm           | Collection Yoshino Gypsum en prêt permanent au Yamagata Museum of Art                   | Japon          | W 1536             |
| | Charing-Cross Bridge, la Tamise                                                                         | 1903      | 73 × 100 cm           | Musée des Beaux-Arts de Lyon                                                            | France         | W 1537             |
| | Charing Cross Bridge, passage de trains                                                                 | 1904      | 73 × 92 cm            | Collection privée                                                                       |                | W 1538             |
| | Charing Cross Bridge, effet du soir                                                                     | 1904      | 73 × 100 cm           | Collection privée                                                                       |                | W 1539             |
| "Charing Cross Bridge" (1902) by Claude Monet - National Trust, The Churchill Collection, Chartwell (Kent) (W 1540)         | Charing Cross Bridge                                                                                    | 1902      | 65 × 92 cm            | National Trust, The Churchill collection (Chartwell) ,                                  | Angleterre     | W 1540             |
| | Charing Cross Bridge, brouillard                                                                        | 1902      | 73 × 92 cm            | Musée des beaux-arts de l'Ontario, Toronto                                              | Canada         | W 1541             |
| | Charing Cross Bridge                                                                                    | 1899-1901 | 73 × 92 cm            | Collection privée                                                                       |                | W 1542             |
| "Cleopatra’s Needle and Charing Cross Bridge" (1899) by Claude Monet - Mohamed Mahmoud Khalil Museum - Cairo (W 1543)       | L’Aiguille de Cléopâtre et Charing Cross Bridge                                                         | 1899      | 73 × 100 cm           | Musée Mohamed Mahmoud Khalil (Le Caire)                                                 | Égypte         | W 1543             |
| "L’Aiguille de Cléopâtre et Charing Cross Bridge" (1899) by Claude Monet (W 1544)                                           | L’Aiguille de Cléopâtre et Charing Cross Bridge                                                         | 1899      | 65 × 81 cm            | Collection privée, vente Sotheby's 2023                                                 |                | W 1544             |
| | Charing Cross Bridge                                                                                    | 1904      | 65 × 95 cm            | Collection privée                                                                       |                | W 1545             |
| | Charing Cross Bridge                                                                                    | 1902      | 65 × 100 cm           | Collection privée                                                                       |                | W 1546             |
| | Charing Cross Bridge                                                                                    | 1902      | 65 × 100 cm           | Collection privée                                                                       |                | W 1547             |
| | Charing Cross Bridge                                                                                    | 1903      | 73 × 100 cm           | Musée d'Art de Saint-Louis                                                              | États-Unis     | W 1548             |
| "Charing Cross Bridge" (1903) by Claude Monet (W 1549)                                                                      | Charing Cross Bridge                                                                                    | 1903      | 65 × 100 cm           | Collection privée, vente Sotheby's 2019                                                 |                | W 1549             |
| | Charing Cross Bridge                                                                                    | 1899-1901 | 65 × 81 cm            | Collection particulière, vente Sotheby's 2018                                           |                | W 1550             |
| | Charing Cross Bridge                                                                                    | 1899-1901 | 65 × 92 cm            | Collection privée                                                                       |                | W 1551             |
| | Charing Cross Bridge, avec remorqueurs                                                                  | 1904      | 65 × 100 cm           | Collection privée                                                                       |                | W 1552             |
| | Londres, Charing Cross Bridge                                                                           | 1899-1901 | 65 × 81 cm            | Collection privée                                                                       |                | W 1552a            |
| "Charing Cross Bridge (esquisse)" (1899-1901) de Claude Monet - Musée Marmottan Monet (W 1553)                              | Charing Cross Bridge (esquisse)                                                                         | 1899-1901 | 60 × 100 cm           | Musée Marmottan Monet (Paris)                                                           | France         | W 1553             |
| | Charing Cross Bridge, brouillard sur la Tamise dit aussi: Le Soleil sur la Tamise à Londres, brouillard | 1903      | 74 × 92,5 cm          | Fogg Art Museum, Harvard University (Cambridge, Mass.)                                  | États-Unis     | W 1554             |
| | |           |                       |                                                                                         |                |                    |
| Pastels sur papier :, | |           |                       |                                                                                         |                |                    |
| | |           |                       |                                                                                         |                |                    |
| "Londres, Charing Cross Bridge" (1900 ou 1901) pastel par Claude Monet (CM8FI0-P83)                                         | Londres, Charing Cross Bridge                                                                           | 1901      | pastel 30 × 47 cm     | Collection privée                                                                       |                | W P 83             |
| | Charing Cross Bridge                                                                                    | 1901      | pastel 31 × 48,5 cm   | collection Triton Foundation volé en 2012 au Kunsthal, de Rotterdam, probablement brûlé | Pays-Bas       | W P 84             |
| | Charing Cross Bridge                                                                                    | 1901      | pastel 31 × 47 cm     | Collection privée                                                                       |                | W P 85             |
| "Charing Cross Bridge, effet de soleil dans la brume" (1900 ou 1901) pastel de Claude Monet (W P86)                         | Charing Cross Bridge, effet de soleil dans la brume                                                     | 1901      | pastel 31 × 47,5 cm   | Collection privée                                                                       |                | W P 86             |
| | Charing Cross Bridge, brouillard                                                                        | 1901      | pastel 30,5 × 46,5 cm | Collection privée                                                                       |                | W P 87             |